# Parabeloniscus
Genre
Parabeloniscus est un genre d'opilions laniatores de la famille des Epedanidae.

## Distribution
Les espèces de ce genre se rencontrent en Asie de l'Est.

## Liste des espèces
Selon World Catalogue of Opiliones (01/07/2021) :
- Parabeloniscus caudatus Suzuki, 1973
- Parabeloniscus corneus Zhang & Zhang, 2012
- Parabeloniscus nipponicus Suzuki, 1967
- Parabeloniscus shimojanai Suzuki, 1971

## Publication originale
- Suzuki, 1967 : « A remarkable new phalangodid, Parabeloniscus nipponicus (Phalangodidae, Opiliones, Arachnida) from Japan. » Annotationes Zoologicae Japonenses, vol. 40, p. 194–199.